# Johanne af Bourbon
Johanne af Bourbon (3. februar 1338 – 6. februar 1378) var dronning af Frankrig gennem sit ægteskab med Karl 5. af Frankrig. 

## Liv

### Tidlige liv
Johanne blev født på Château de Vincennes som datter af Peter 1., hertug af Bourbon og Isabella af Valois, en datter af Karl af Valois og halvsøster til Filip 6. af Frankrig.
Fra oktober 1340 til tidligst 1343 blev der forhandlet om et ægteskab mellem Johanne og Amadeus 6. greve af Savoyen. Målet var at bringe Savoyen nærmere Frankrigs interessesfære.

### Dronning
Den 8. april blev Johanne gift med sin fætter, den senere Kong Karl 5. af Frankrig. Født med 13 dages forskel var de begge to 12 år gamle. Da Karl besteg tronen i 1364, blev Johanne dronning af Frankrig
Dronning Johanne og Karl 5. havde haft et noget anspændt forhold, mens Karl havde været Dauphin pga. hans utroskab med Biette de Cassinel, men deres forhold blev bedre så snart han var blevet konge. Angiveligt skulle han nogle gange have rådspurgt hende om politiske og kulturelle anliggender og støttet sig til hendes råd. Ifølge overleveringen blev det rygtet, at Johanne skulle have taget digteren Hippolyte de Saint-Alphon som elsker, og han skulle have været den biologiske far for hendes søn Johan, der blev født og døde i 1366.
Dronning Johanne blev beskrevet som mentalt skrøbelig, og efter fødslen af sin søn Ludvig i 1372 blev hun ramt af et totalt mentalt kollaps. Dette rystede dybt Karl 5., som drog på pilgrimsrejse og bad mange bønner for hendes helbredelse. Da hun kom sig og fik hendes normale sind tilbage i 1373, udpegede Karl 5. hende som retmæssig værge og regent for Frankrig, hvis han skulle dø, mens han søn arving var umyndig.

### Død og begravelse
Johanne døde i kongeresidensen Hôtel Saint-Pol i Paris den 6. februar 1378, tre dage inden sin 40-års fødselsdag og to dage efter fødslen af sit yngste barn, Katarina. Jean Froissart skrev ned, at Johanne havde taget et bad imod lægernes råd. Kort tid efter gik fødslen igen, og hun døde to dage efter fødslen. Kongen var sønderknust. Hendes hjerte blev begravet i  Cordeliers Klostret og hendes indvolde i Celestinerklostret, begge i Paris. Celestinerklostret i Paris var det næstvigtigste kongelige begravelsessted efter Saint-Denis Basilikaen.

## Familie
Johanne af Bourbon var gift med Karl 5. af Frankrig. Af deres mange børn nåede kun to voksenaleren:
- Johanne (september 1357 – 21. oktober 1360).
- Bonne (1358 – 7. december 1360, Paris, Frankrig).
- Johan (6. juni 1366 i Vincennes – 21. december 1366), begravet i Saint-Denis Basilikaen
- Karl 6. af Frankrig (3. december 1368 – 22. oktober 1422).
- Marie (27. februar 1370 Paris – 1377)
- Ludvig af Valois, hertug af Orléans (13. marts 1372 - 23. november 1407), Frankrigs regent i 1404-1707.
- Isabella (24. juli 1373 i Paris – 13. februar 1377, Paris).
- Johan (1374-1376), hans eksistens er omdiskuteret.
- Katarina, grevinde af Montpensier (4. februar 1378 i Paris – november 1388). Allerede som 8-årig blev hun gift med Johan 2. af Valois, greve af Montpensier. Hun døde 10 år gammel.